# تشارلز بيكر
تشارلز بيكر (بالإنجليزية: Charles Baker)‏ مواليد 27 فبراير 1971 في واشنطن العاصمة، الولايات المتحدة، هو ممثل أمريكي بدأ مسيرته الفنية عام 1999.

## وصلات خارجية
- تشارلز بيكر على موقع IMDb (الإنجليزية)
- تشارلز بيكر على موقع قاعدة بيانات الفيلم (الإنجليزية)

- الموقع الإلكتروني